# 客西马尼园
31°46′46″N 35°14′25″E / 31.779402°N 35.240197°E

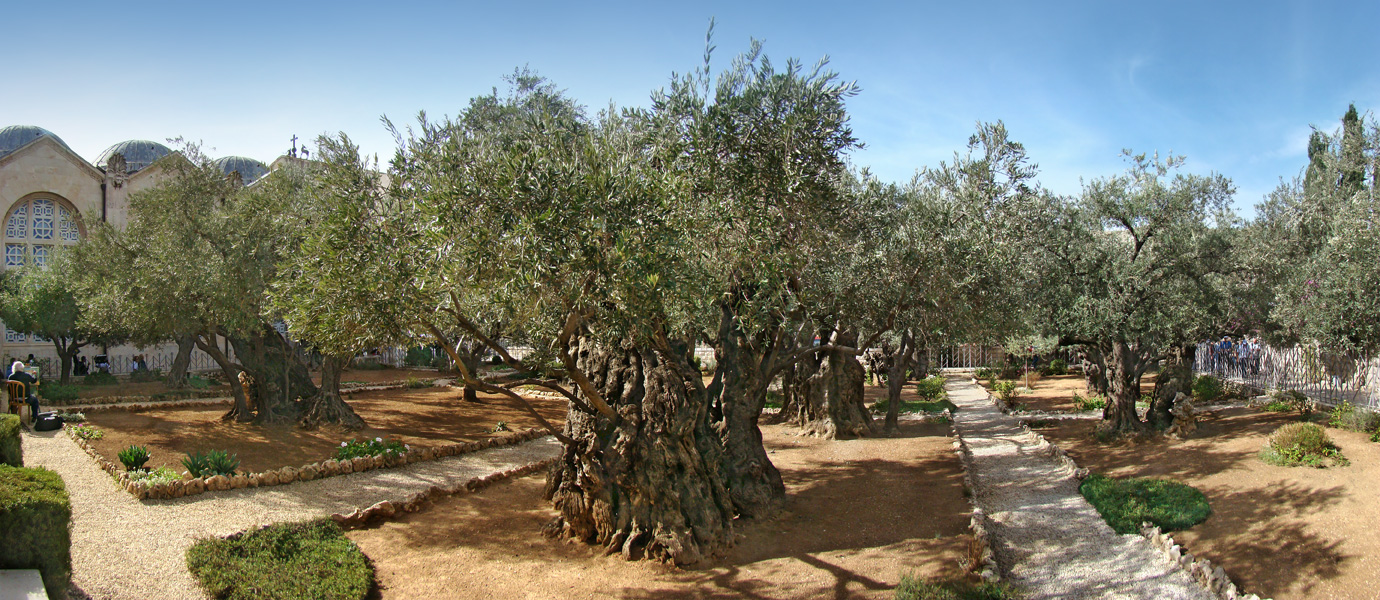
客西马尼园

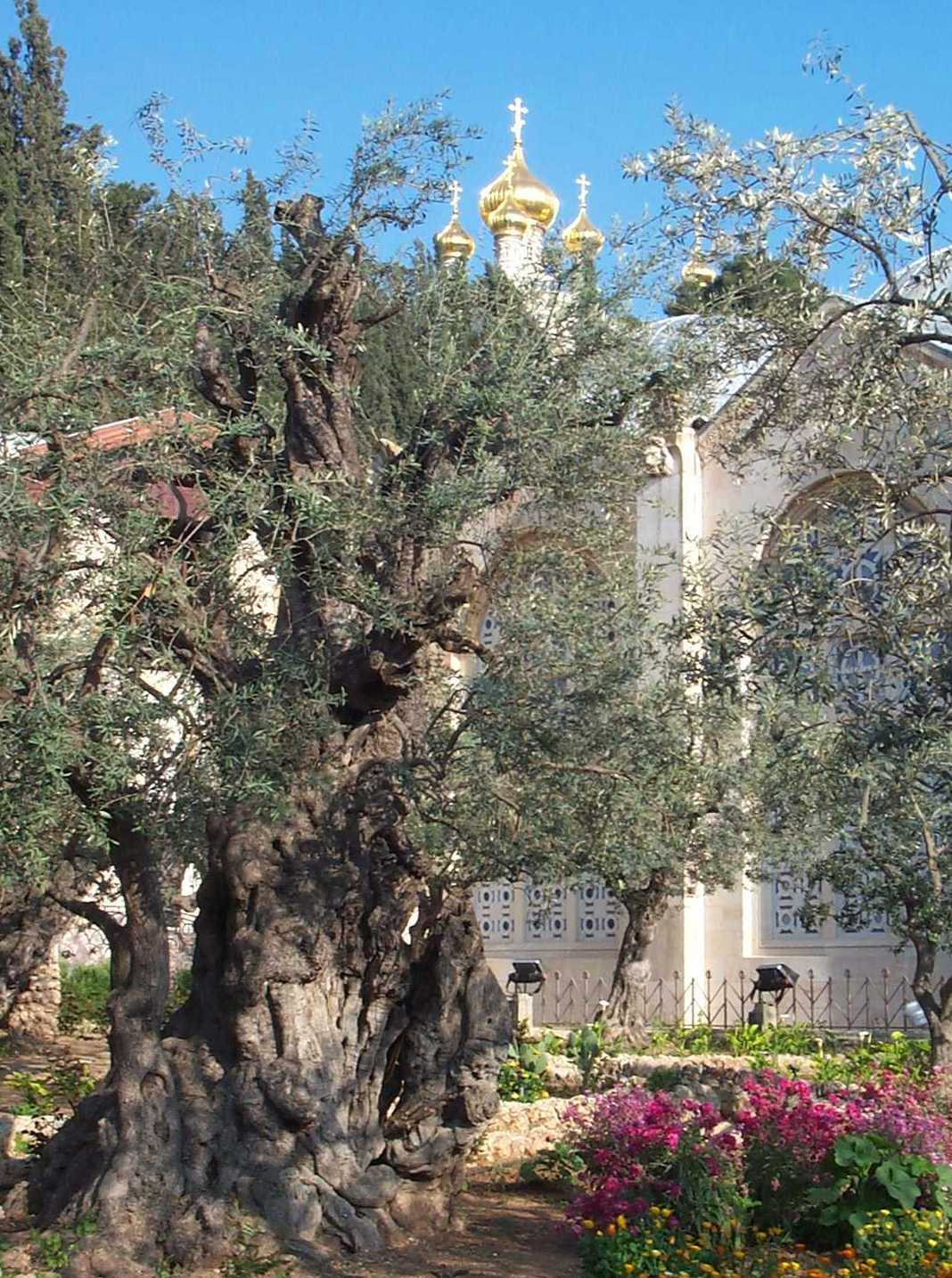
客西马尼园，背景是万国教堂，山上是有金色洋葱形屋顶的抹大拉的马利亚教堂

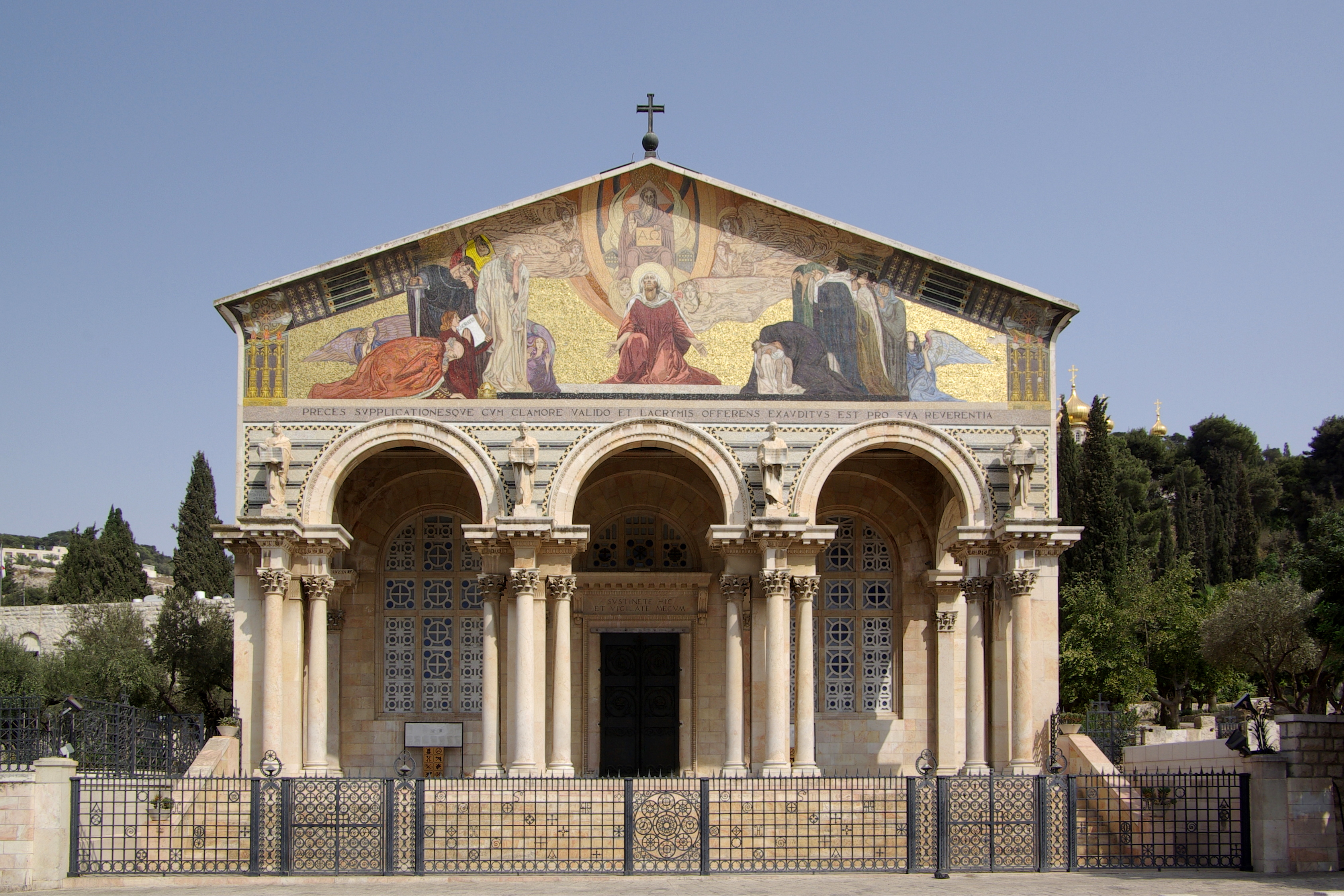
万国教堂

客西马尼园或譯革責瑪尼莊園（羅馬化：Gethsēmani，羅馬化：Gaṯ Šmānê；意为“榨油机”），是耶路撒冷的一个果园，根据《新约圣经》和基督教传统，耶稣被钉死在十字架上的前夜，耶稣和他的门徒在最后的晚餐之后前往此处祷告。根据《路加福音》第22章第43–44节的记载，耶稣在客西马尼园极其忧伤，“汗珠如大血点滴落在地上”。客西马尼园也是耶稣被他的门徒加略人犹大出卖的地方。此外，东正教传统上认为，客西马尼园是使徒安葬耶稣的母亲玛利亚的地方。
客西马尼园位于橄榄山下的汲沦谷，今天位于耶路撒冷市内。天主教的万国教堂就位于客西马尼园，614年被萨珊王朝摧毁，后由十字军重建，大约在1219年再度被毁，於1920年代重建啟用至今。在橄榄山上是俄罗斯正教会的抹大拉的马利亚教堂，有拜占庭/俄罗斯风格的金色洋葱形屋顶，是沙皇亚历山大三世为纪念他的母亲而兴建。
在《马太福音》第26章第36节和《马可福音》第14章第32节中，“客西马尼”或「革責瑪尼」的希腊语名称是Γεθσημανι (Gethsēmani)，代表亚拉姆语中的 גת שמנא (Gaṯ-Šmānê)，意为“榨油机”（“油”指橄榄油）。这可能是由于当时此处种植了许多橄榄树。马可福音第14章第32節）称为“一个地方”；《约翰福音》第18章第1节）称之为“一个园子”。                   
客西马尼园是早期基督徒朝圣的焦点。333年，匿名的“波尔多朝圣者”前来拜访，他的行程是基督徒前往圣地朝圣留下的最早记载。該撒利亞的優西比烏记载客西马尼园位于“橄榄山脚下”，又说“信徒习惯于前往此处祷告”。

## 图片

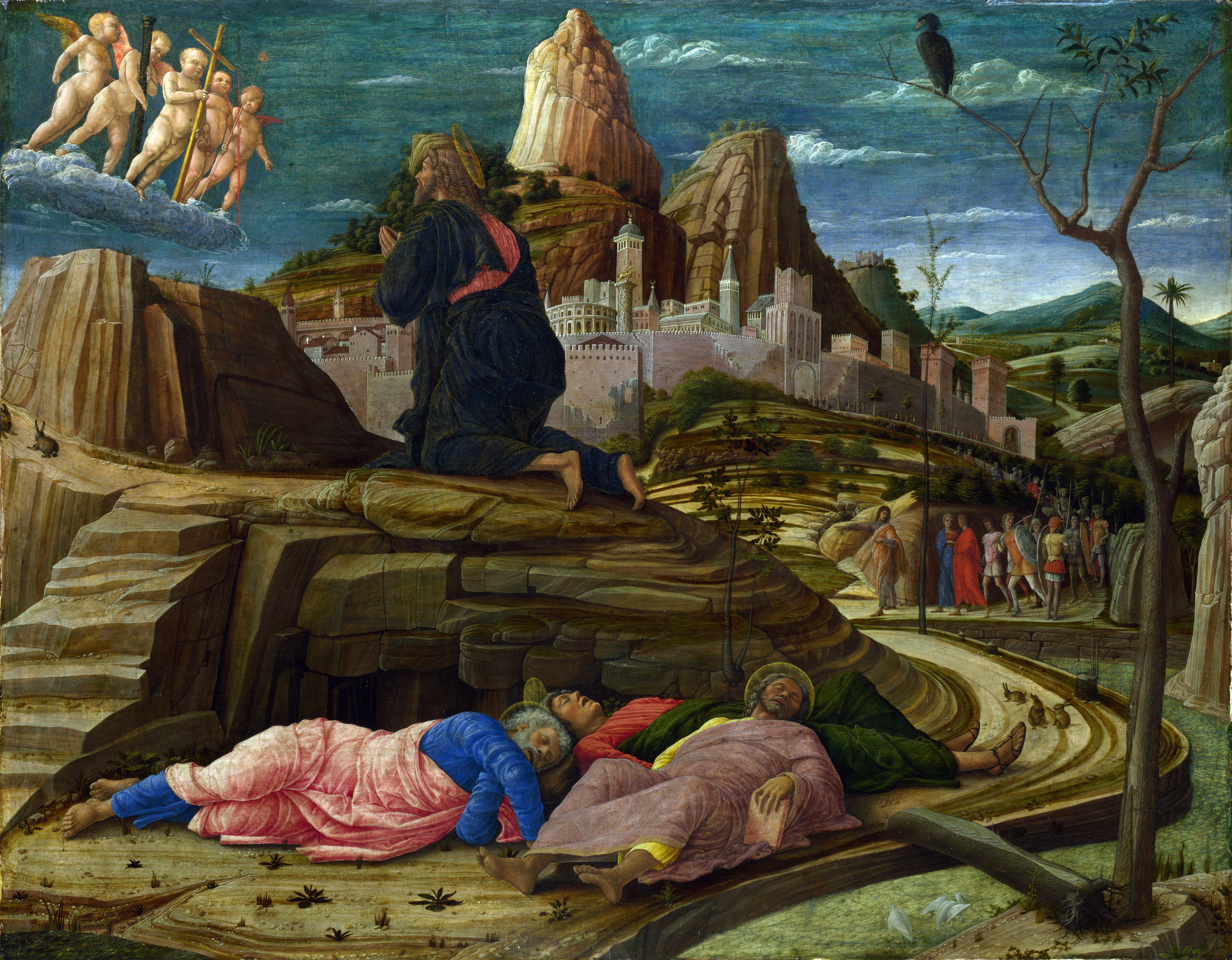
耶稣在客西马尼园
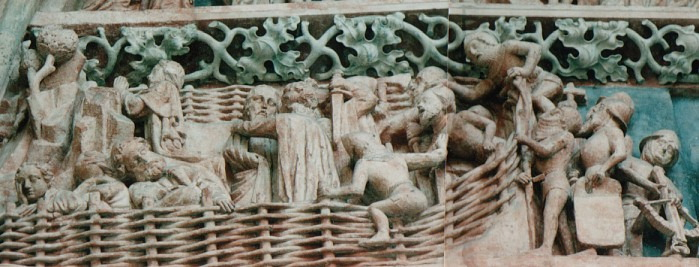
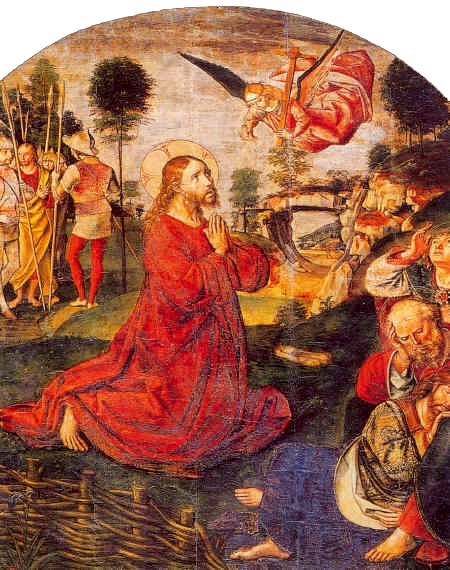
客西马尼园
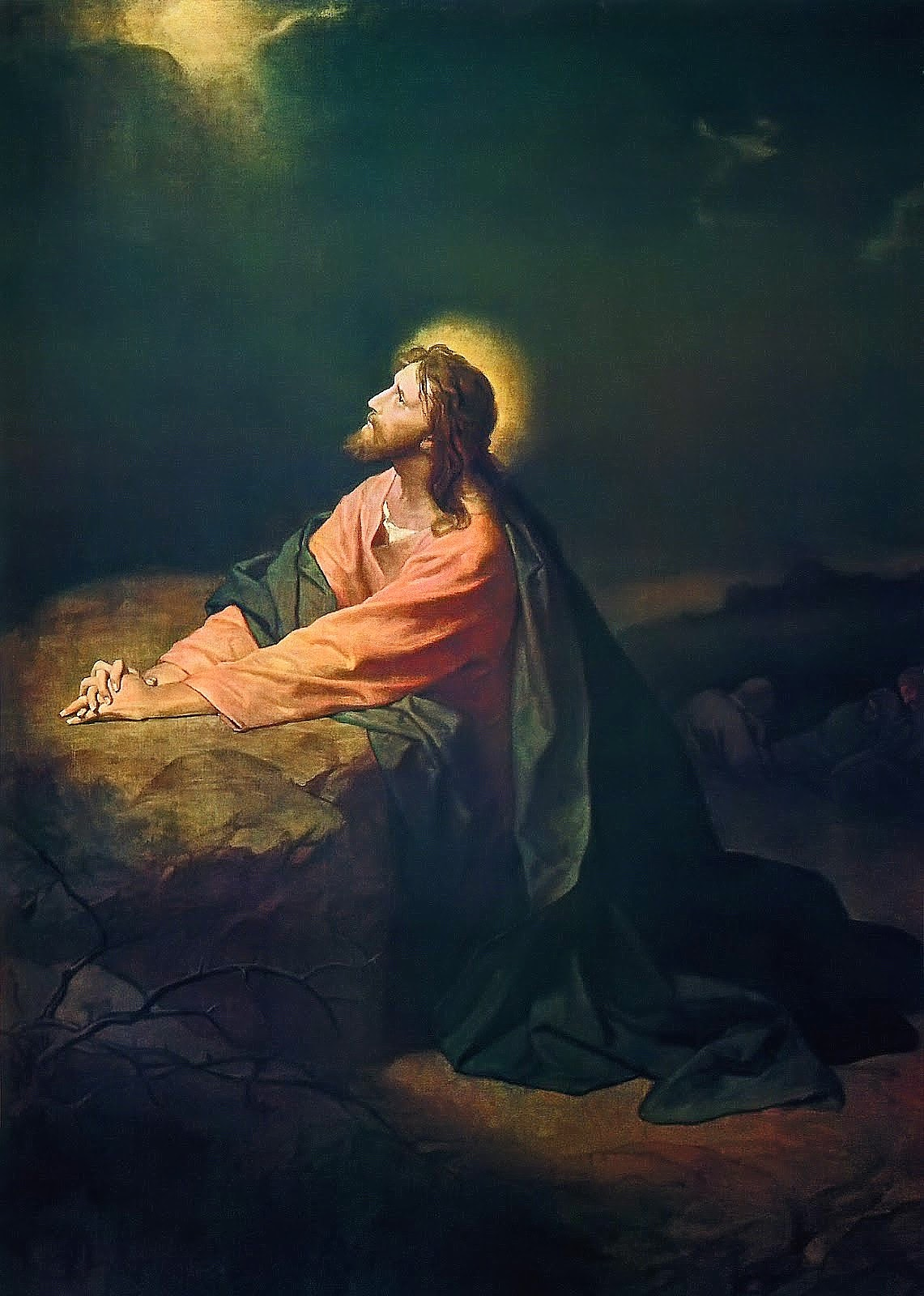
耶稣在客西马尼园

### 引用
1. 1 2  Metzger & Coogan (1993). Oxford Companion to the Bible, p. 253.